# Тхостов, Александр Шамилевич
Алекса́ндр Шами́левич (Шами́льевич) Тхо́стов (8 ноября 1952, Алма-Ата, Казахская ССР, СССР — 27 июля 2025) — российский учёный, доктор психологических наук, профессор, специалист в области клинической психологии и психоанализа. Заведующий кафедрой нейро- и патопсихологии факультета психологии Московского государственного университета имени М. В. Ломоносова. Член Президиума и руководитель секции «Клиническая психология» Российского психологического общества. Основатель новых научных направлений — психологии телесности и психологии интрацептивного восприятия.

## Биография
Александр Шамилевич Тхостов родился 8 ноября 1952 года в городе Алма-Ата. Мать — экономист Раиса Петровна Тхостова, отец — инженер-строитель Шамиль Казмагометович Тхостов. В 1970 году окончил среднюю школу № 25 г. Алма-Аты. В 1971 году поступил на дневное отделение факультета психологии МГУ, который окончил 1976 году, защитив дипломную работу на тему «О соотношении цвета и формы при восприятии» (научный руководитель — Е. Ю. Артемьева). С этого же года начал работать по распределению медицинским психологом, затем научным сотрудником и старшим научным сотрудником отделения реабилитации Онкологического научного центра имени Н. Н. Блохина.
В 1980 году защитил диссертацию на соискание учёной степени кандидата психологических наук (специальность 19.00.04 — Медицинская психология) на тему «Психологический анализ изменений личности при некоторых онкологических заболеваниях» (научный руководитель — Е. Ю. Артемьева). Докторская диссертация на тему «Интрацепция в структуре внутренней картины болезни» была защищена в 1991 году.
С 1992 года — старший научный сотрудник, затем ведущий научный сотрудник отдела по изучению пограничной психической патологии и психосоматических расстройств (руководитель — академик А. Б. Смулевич) Научного центра психического здоровья РАМН.
В 1993 году стажировался в Кембриджском университете. В 1994—1995 годах проходил стажировку в университете Париж VIII. 1996 год — стажировка в Сорбонне. В 1999—2002 годах обучался в Парижском институте психоанализа. Член Международной психоаналитической ассоциации (IPA), член Парижского психоаналитического общества (SPP).
С 1998 года начинает работать в МГУ на кафедре нейро- и патопсихологии факультета психологии в должности профессора. Заведующий кафедрой нейро- и патопсихологии с 2001 года.
Член Президиума и руководитель секции «Клиническая психология» Российского психологического общества.
Председатель диссертационного совета Д 501.001.15 по защите докторских и кандидатских диссертаций при Московском государственном университете имени М. В. Ломоносова.
Член редакционных коллегий и советов таких научных изданий как Вестник Московского университета, серия 14 «Психология», «Национальный психологический журнал», «Российский журнал боли», «Вестник Южно-Уральского государственного университета», серия «Психология».
А. Ш. Тхостов являлся членом экспертных советов Российского фонда фундаментальных исследований и Российского гуманитарного научного фонда, а также руководителем проектов, поддерживаемых этими фондами.
Был женат, имел двоих детей. Сын — спортивный комментатор Алексей Андронов.
Александр Шамилевич Тхостов умер 27 июля 2025 года в возрасте 72 лет.

## Научная деятельность

### Психология телесности
А. Ш. Тхостов является одним из основателей нового научного направления — психологии телесности.
Основными задачами психологии телесности являются изучение человеческого тела как целостного психологического феномена, исследование социализации телесных функций и изучение механизмов патологии телесности (в частности, необъяснимые с позиций медико-биологического подхода). Используя методологию культурно-исторического подхода в психологии, берущую своё начало в трудах Л. С. Выготского, Тхостов рассматривает телесность человека как эквивалент высшей психической функции с присущими ей характеристиками: системностью, социальностью, произвольностью, опосредствованностью. Непосредственное объективное изучение представленности в сознании интрацептивных ощущений вызывает значительные затруднения, что обуславливает использование психосемантического метода в психологии телесности как основного. Под руководством А. Ш. Тхостова проведены исследования психологических и семиотических механизмов ряда психосоматических расстройств, таких как ипохондрия, эректильная дисфункция, бессонница, головная боль напряжения. С позиций психологии телесности изучены плацебо-эффект, героиновая наркомания, личностные смыслы болезни, поведение в болезни и др.

### Культурная патология
С опорой на культурно-историческую теорию и психологическую теорию деятельности А. Ш. Тхостовым была выдвинута концепция формирования особых форм состояний дезадаптации, связанных с нерациональным использованием человеком современных технологий удовлетворения потребностей — СМИ, мобильной связи, Интернета (удовлетворение информационной потребности и потребности в общении), фастфуда (удовлетворение пищевой потребности), порнографии (удовлетворение сексуальных потребностей) и др. Современные технологии провоцируют субъекта к недеятельностному, пассивному удовлетворению потребностей, что приводит к злоупотреблению использованием технологий и как следствие к снижению способности прилагать усилия в деятельности, формированию «злокачественного инфантилизма личности», связанного с диффузией идентичности и риском развития различных нехимических («технологических») зависимостей преимущественно у лиц подростково-юношеского возраста.
Последние теоретические и эмпирические исследования проводятся в междисциплинарном (на стыке философии и клинической психологии) контексте и посвящены трансформации образа мира и идентичности человека под влиянием мобильного телефона, Интернета и других информационных технологий.

### Психоанализ художественной литературы
Особое место в научном творчестве А. Ш. Тхостова занимает продолжающийся цикл психоаналитических исследований произведений «золотого века» русской литературы — «Господа Головлёвы» М. Салтыкова-Щедрина, «Вишнёвый сад» А. Чехова, «Анна Каренина» Л. Толстого.

### Другие научные интересы
А. Ш. Тхостов — один из первых в отечественной психологии авторов работ по психоонкологии.
Под руководством А. Ш. Тхостова выполнены исследования, посвященные психологии терроризма, эмоциям человека как эквиваленту высшей психической функции в норме и патологии, смысловой регуляции познавательной деятельности при расстройствах личности, нарушениям осознания болезни при шизофрении.

## Педагогическая деятельность
На факультете психологии МГУ А. Ш. Тхостов читает лекционные курсы «Введение в клиническую психологию», «Психология телесности», «Методологические проблемы клинической психологии». Проводит практические занятия в рамках практикума по психосоматике.

## Публикации
А. Ш. Тхостов — автор более 200 научных работ, опубликованных в ведущих отечественных и зарубежных изданиях. Монографии: «Психология телесности» (2002), «Психосемиотика телесности» (в соавторстве, 2005), «Психологическая помощь в неврологии» (в соавторстве с В. Н. Григорьевой, 2009), «Клиническая психология сна и его нарушений» (в соавторстве с Е. И. Рассказовой, 2012). Выступил переводчиком с французского и научным редактором двух книг — «Рождение клиники» М. Фуко и «Психоаналитическая патопсихология» Ж. Бержере (второе издание вышло под названием «Патопсихология: Психоаналитический подход»).